# أل فلدستين
أل فلدستين (بالإنجليزية: Al Feldstein)‏ هو كاتب سيناريو ورسام وصحفي أمريكي، ولد في 24 أكتوبر 1925 في بروكلين في الولايات المتحدة، وتوفي في 29 أبريل 2014 في Paradise Valley (Montana) ‏ في الولايات المتحدة.

## وصلات خارجية
- الموقع الرسمي
- أل فلدستين على موقع IMDb (الإنجليزية)
- أل فلدستين على موقع قاعدة بيانات الأفلام السويدية (السويدية)
- أل فلدستين على موقع إن إن دي بي (الإنجليزية)
- أل فلدستين على موقع ديسكوغز (الإنجليزية)
- أل فلدستين على موقع قاعدة بيانات الفيلم (الإنجليزية)